# Lake Ripley
Lake Ripley is een plaats (census-designated place) in de Amerikaanse staat Wisconsin, en valt bestuurlijk gezien onder Jefferson County.

## Demografie
Bij de volkstelling in 2000 werd het aantal inwoners vastgesteld op 1603.

## Geografie
Volgens het United States Census Bureau beslaat de plaats een oppervlakte van 6,7 km², waarvan 5,0 km² land en 1,7 km² water.

## Plaatsen in de nabije omgeving
De onderstaande figuur toont nabijgelegen plaatsen in een straal van 16 km rond Lake Ripley.